# 澳大利亞—巴西關係
澳洲－巴西關係，是澳洲联邦和巴西联邦共和国之間的雙邊關係。巴西在堪培拉設有大使館，於悉尼設有總領事館；澳洲則於巴西利亞設有大使館，在聖保羅和里約熱內盧設領事館。巴西和澳洲是南半球最大的國家之二。

## 歷史
澳洲在1945年於里約熱內盧設立了第一個駐巴西的外交機構，巴西則於翌年在堪培拉設立外交機構。
2008年8月，巴西外長塞爾索·阿莫林訪問澳洲，會見了澳洲總理陸克文，兩國宣布將協商在投資、農業、挖掘、能源、科技、教育、體育和文化等貿易領域合作，又商討了兩國農業和科技的研究機構合作的可能性。

## 經貿關係

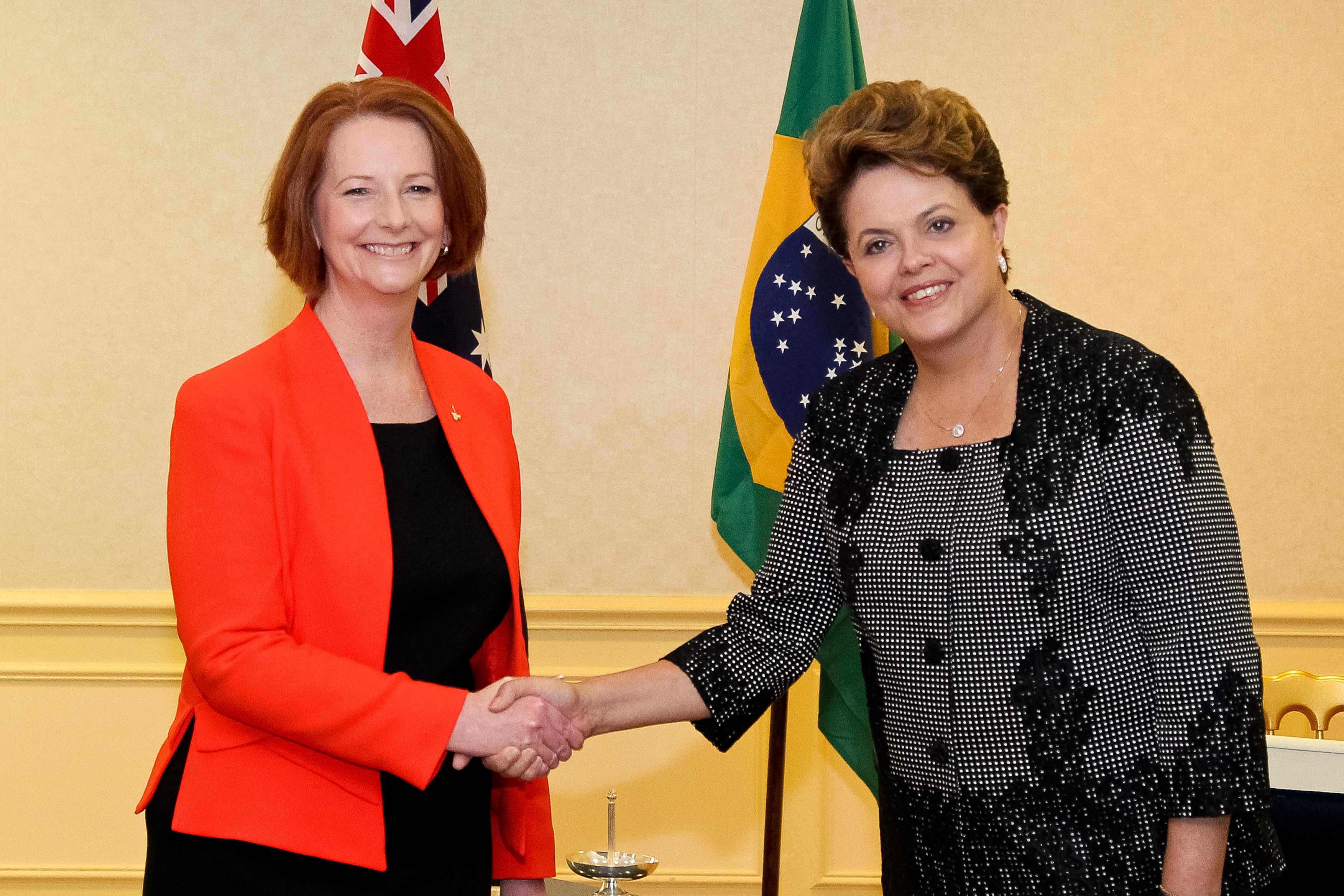
2011 年 G20 坎城峰會期間澳洲總理朱莉婭·吉拉德(左)和巴西總統迪爾瑪·羅塞夫(右)會面。

兩國有金額相當大的貿易；2007至08年，兩國之間的雙邊貿易總額為19.8億澳元，其中澳洲到巴西的出口總額為9.38億澳元，巴西到澳洲的出口總額則為10.4億澳元。澳洲到巴西的主要出口產品包括機動車輛、煤炭、鎳礦以及藥物，巴西到澳洲的出口產品則主要包括飛機、動物飼料、紙漿、廢紙、果汁和生鐵。
巴西和澳洲兩國均是凱恩斯集團的成員，該集團負責與外國進行農業談判。2002年起，巴西和澳洲聯合泰國與斐濟向世界貿易組織投訴歐盟違反世貿在農業方面的規定；世貿接受有關投訴，對受影響國家的糖生產者有正面的影響。

## 文化關係
巴西為澳洲旅客在南美最熱門的目的地，於2007年有超過60,000人次經空路來往兩國；因此，澳洲政府於2008年同意簽訂新的航空協議，使兩國航空公司的經營班次增加一倍，提升至每週14班，及每週七班貨運航班。澳洲交通部長安東尼·阿爾巴尼西表示「解除大部份空運限制會為旅客提供更多的選擇…使我們的航空公司在南美經濟的迅速增長上分一杯羹」。